# Collin Balester
Collin Thomas Balester (né le 6 juin 1986 à Huntington Beach, Californie, États-Unis) est un lanceur droitier qui évolue en 2016 pour les Samsung Lions de l'Organisation coréenne de baseball. 
Il joue dans les Ligues majeures de baseball de 2008 à 2012 pour les Nationals de Washington et les Tigers de Détroit, ainsi qu'en 2015 pour les Reds de Cincinnati.

## Carrière

### Nationals de Washington
Collin Balester est repêché en 4e ronde par les Expos de Montréal en 2004. Il apparaît deux fois au bas du top 100 des meilleurs joueurs d'avenir présenté annuellement par Baseball America, en 2007 et 2008.
Il débute dans les majeures le 1er juillet 2008 avec la même franchise, entre-temps déménagée à Washington. Il est le lanceur partant des Nationals à son premier match et n'accorde qu'un point et un coup sûr aux Marlins de la Floride pour remporter sa première victoire en carrière. Il conclut sa saison recrue avec 3 victoires et 7 défaites pour l'équipe de dernière place. Sa moyenne de points mérités est de 5,51 en 80 manches lancées au cours de 15 départs. Il totalise de plus 50 retraits sur des prises.
En 2009, Balester amorce 7 parties pour Washington. Sa fiche est de 1-4 avec une moyenne élevée de 6,82 et 20 retraits sur des prises en 30,1 manches au monticule. Il passe la majorité de la saison avec les Chiefs de Syracuse, le club-école AAA des Nationals.
Balester connaît en 2010 davantage de succès dans le rôle de releveur. Les Nationals l'utilisent exclusivement dans ce rôle et font appel à lui à 17 reprises. En 21 manches au monticule, il présente une excellente moyenne de points mérités de 2,57.
En 2011, il est appelé dans 23 matchs des Nationals comme lanceur de relève. Sa moyenne s'élève à 4,54 en 35,2 manches lancées. Il ne remporte qu'une de ses cinq décisions.
Au cours des saisons 2010 et 2011, il lance davantage en ligue mineure avec les Chiefs de Syracuse de la Ligue internationale qu'avec les Nationals de Washington.

### Tigers de Détroit
Le 9 décembre 2011, Washington échange Balester aux Tigers de Détroit contre un autre lanceur droitier, Ryan Perry. Même s'il remporte ses deux décisions pour les Tigers, Balester affiche une moyenne de points mérités de 6,50 en 11 parties et 18 manches lancées en 2012 avec l'équipe.

### Reds de Cincinnati
Balester ne joue qu'en ligues mineures de 2013 dans l'organisation des Rangers du Texas et en 2014 et 2015 avec des clubs affiliés aux Pirates de Pittsburgh. Il retrouve les majeures durant la saison 2015 avec les Reds de Cincinnati, qui achètent son contrat des Pirates le 17 juin de cette année-là. Balester joue alors 15 matchs et lance 15 manches et deux tiers pour Cincinnati.

### Corée du Sud
Pour 2016, Balester rejoint les Samsung Lions de la KBO en Corée du Sud.

## Statistiques
En saison régulière
| Statistiques de lanceur |            |    |    |    |     |   |    |    |       |    |      |
| Saison                  | Équipe     | G  | GS | CG | SHO | V | D  | SV | IP    | SO | ERA  |
| 2008                    | Washington | 15 | 15 | 0  | 0   | 3 | 7  | 0  | 80.0  | 50 | 5,51 |
| 2009                    | Washington | 7  | 7  | 0  | 0   | 1 | 4  | 0  | 30.1  | 20 | 6,82 |
| 2010                    | Washington | 17 | 0  | 0  | 0   | 0 | 1  | 0  | 21.0  | 28 | 2,57 |
| Totaux                  | Totaux     | 39 | 22 | 0  | 0   | 4 | 12 | 0  | 131.1 | 98 | 5,35 |

Note: G = Matches joués ; GS = Matches comme lanceur partant ; CG = Matches complets ; SHO = Blanchissages ; 
V = Victoires ; D = Défaites ; SV = Sauvetages ; IP = Manches lancées ; SO = retraits sur des prises ; ERA = Moyenne de points mérités.